# Cécile est morte (film)
Pour les articles homonymes, voir Cécile est morte.
Pour plus de détails, voir Fiche technique et Distribution.
Cécile est morte est un film français réalisé par Maurice Tourneur, sorti en France en 1944, produit par la Continental-Films. C'est une adaptation du roman éponyme de Georges Simenon, faisant partie de la série des Maigret.
Cécile, une jeune femme qui se rend plusieurs fois de suite dans les bureaux de la Police Judiciaire pour se plaindre de visites nocturnes dans l'appartement qu'elle occupe avec sa tante, n'est guère prise au sérieux par la police, jusqu'au jour où elle est retrouvée assassinée.

## Synopsis
Tout le monde se moque du commissaire Maigret car Cécile, une jeune femme timide mais obstinée vient le voir régulièrement à la Police judiciaire, quai des Orfèvres. Celle-ci habite seule avec sa vieille tante infirme (ou qui le fait croire), madame Juliette Boynet, veuve de son état et elle est convaincue que toutes les nuits, alors qu'elle dort dans sa chambre, un homme vient visiter et fouiller leur appartement. Maigret la reçoit quelques minutes puis l'éconduit car il doit partir pour arrêter une bande de malfaiteurs. Cécile rentre chez elle et retrouve sa tante à Levallois. Il s'agit d'une vieille femme infirme qui utilise sa nièce comme bonne à tout faire. Gérard, frère de Cécile vient demander à celle-ci 10 000 francs pour l'aider matériellement car il est sans emploi et sa femme doit accoucher, mais la tante très avare et égoïste refuse de lui donner un seul sou.
Maigret, pendant ce temps là, prend le métro aérien et découvre au hasard d'une fenêtre ouverte à l'étage d'un hôtel, le corps d'une femme étendue sur un lit. Arrivé sur place avec son adjoint Lucas, il découvre le corps d'une femme décapitée et un étrange message sur le miroir de la salle de bains. On peut y lire le prénom "Cécile". Maigret décide de se rendre incognito à Levallois pour rencontrer Juliette Boynet et discute également avec Gérard mais aussi avec la concierge de l'immeuble qui d'ailleurs appartient à madame Boynet. Il retourne ensuite au quai des orfèvres, afin d'éclaircir l'histoire de cette mystérieuse femme sans tête.
Le lendemain matin, Cécile revient voir Maigret à la PJ mais celui-ci est trop occupé. Grâce à un témoin de dernière minute qui avait confondu sa valise avec celle d'une victime dans une gare, il réussit à identifier la victime. Il s'agit de Gilberte Pardon, la propre sœur de Cécile. Maigret retourne à la PJ et cherche Cécile partout mais la jeune femme reste introuvable. Maigret retourne chez Madame Boynet mais personne ne répond aux coups de sonnettes. En attendant le serrurier qu'il a fait quérir Maigret fait connaissance avec la jeune voisine dénommé Mouchy et qui lui évoque le voisin du dessous un certain M. Dandurant qui semble s'intéresser de très près aux jeunes filles. Enfin, grâce au serrurier, Maigret entre dans l'appartement et découvre le corps de Madame Boynet étranglée sur son lit. Cécile l'avait pourtant prévenu car elle avait réussi à glisser un billet à Maigret avant qu'il quitte la PJ : « un drame affreux est arrivé cette nuit. »
Plus tard, à la PJ, Maigret découvre Cécile dans un placard à balai, elle aussi étranglée...
Maigret soupçonne tout le monde, sauf Gérard le frère de Cécile qui, s'il peut être l'assassin de sa tante, ne peut pas avoir tué sa sœur qu'il aimait sincèrement. Celui-ci à la demande du directeur de la PJ va voir Dandurant qui se plaint d'avoir été agressé par Gérard qui a exigé de voir le testament car en fait, Dandurant, homme de confiance de Boynet est son ancien amant. Maigret apprend par la bouche de ce comptable qui se targe d'être humaniste et protecteur de la jeunesse que Madame Boynet était propriétaire de maisons closes. Certaines nuits, il montait voir la vieille veuve et présentait les comptes de ces maisons dites "spéciales". Le fameux individu qui venait la nuit dans l'appartement au grand étonnement de Cécile n'était donc que Dandrurant. Maigret et Dandurant montent donc tous les deux dans l'appartement du crime et lorsque Maigret s'absente quelques instants, il s'aperçoit que Dandurant cherche quelque chose dans l'appartement de la morte, mais ce n'est pas de l'argent. Celui-ci cache manifestement un terrible secret mais Maigret ne sait pas trop de quoi il s'agit.
L'arrivée inopinée du cousin Machepied qui se désigne comme héritier de madame Boynet va lui permettre de comprendre les raisons des inquiétudes de Monsieur Dandurant. Cet homme est en possession de lettres compromettantes. Monsieur Dandurant est en fait "Monsieur Charles", un homme assez peu recommandable qui sert d'intermédiaire entre la veuve Boynet et les gérants de ses établissements. Alors qu'il doit se rendre à la Rochelle pour trouver d'autres documents dont une lettre, le commissaire est mis en joue par Dandurant et abandonné sur le bord d'une route. Il finit par trouver un vélo puis Lucas le récupère sur sa moto et il rejoint La Rochelle pour confondre enfin Dandurant, assassin de Cécile et de Gilberte. Il a, en effet, réussi à trouver une lettre écrite de la main de madame Boynet qui désigne Dandurant, son ancien amant, comme l'assassin de son mari. Les deux amants s'étaient débarrassés de cet homme et ils étaient donc liés par ce crime mais la tante de Cécile se méfiant de son complice avait décidé d'écrire cette lettre.
Il reste une dernière question : qui a tué Madame Boynet ? C'est Cécile qui, se rendant compte de la qualité de sa tante, proxénète et malveillante qui préférait laisser son neveu dans la déchéance alors qu'elle est immensément riche, l'a tuée dans un accès de rage et de colère la nuit même où Dandurant alias Monsieur Charles avait remis les comptes à la vieille femme...
Chaque soir, Mme Boynet endormait Cécile avec une tisane contenant du bromure mais cette nuit-là c'est Gérard qui a bu la tisane et Cécile, qui ne dormait pas, a pu assister à l'arrivée de Dandurant.

## Fiche technique
- Titre original : Cécile est morte
- Réalisation : Maurice Tourneur
- Adaptation : Jean-Paul Le Chanois, d'après le roman éponyme de Georges Simenon
- Dialogues : Michel Duran
- Décors : Guy de Gastyne
- Photographie : Pierre Montazel
- Son : Georges Leblond
- Montage : Gérard Bensdorp
- Musique : Roger Dumas
- Production : Alfred Greven
- Société de production : Continental-Films
- Pays de production :  France
- Langue originale : français
- Format : Noir et blanc - 35 mm - 1,37:1 - Mono
- Genre : Film policier
- Durée : 90 minutes
- Date de sortie : 
  - France : 8 mars 1944

## Distribution
- Albert Préjean : le commissaire Maigret
- Santa Relli[1] : Cécile Pardon
- Germaine Kerjean : Mme Juliette Boynet
- Luce Fabiole : Mme Petitot, la concierge
- Liliane Maigné : Nouchi Tivechy
- Gabriello : l'inspecteur Lucas
- Jean Brochard : Charles Dandurand
- Yves Deniaud : Joseph Machepied
- Marcel Carpentier : Dr Pierre
- Marcel André : le directeur de la P.J.
- Charles Blavette : Monfils
- André Reybaz : Gérard Pardon
- Henry Bonvallet : le juge d'instruction

### Acteurs non crédités
- Geneviève Morel : une amie de Madame Petitot
- Julienne Paroli : la femme de ménage
- Maurice Salabert : l'inspecteur Peretti
- Henri Vilbert : l'inspecteur Janvier
- Marcel Raine : Mr Albert, complice de Dandurand
- Charlotte Ecard : une amie de Madame Petitot
- Eugène Frouhins : le serrurier
- Gustave Gallet : Dr Aubry
- Georges Gosset : l'homme en tandem
- Marcel Melrac : le chauffeur de taxi
- Charles Camus : Léopold, le réceptionniste à la P.J.
- Paul Barge : M. Louis
- Jacques Beauvais : M. Paul
- Jean Clarieux : le voyageur dans le métro
- Jean Martin : le garçon d'étage
- Fernand Blot : un inspecteur
- Charles Lavialle : le raccommodeur de faïence
- Pierre Ferval : un gendarme
- Alice Gosset : la femme en tandem
- Marius David : M. Ernest

## Accueil
« Maurice Tourneur adapte l'univers trouble et féroce de Simenon à la virgule près. Pipe au bec, le commissaire bénéficie de la silhouette altière d'Albert Préjean. Secrètement amusé, il joue au Cluedo au milieu de tout un petit monde pittoresque, fielleux, gouailleur. Chaque personnage, de l'inspecteur féru de botanique à la concierge pipelette et alcoolo, est une caricature réjouissante, pleine d'invention verbale et visuelle. Intrigue rythmée, délicieusement perverse, émaillée d'humour noir, et comédiens alertes font de cette œuvre un grand polar ludique. »

— Cécile Mury, Télérama, 19 janvier 2013

## Autour du film
- Albert Préjean a également interprété le commissaire Maigret dans deux films de Richard Pottier : Picpus (1943) et Les Caves du Majestic (1945).

- Le film a été produit par la Continental-Film, société créée en 1940 par Joseph Goebbels, ministre de la propagande du régime nazi durant la seconde guerre mondiale.